# Костенко, Валентина Юрьевна
Валентина Юрьевна Костенко (род. 10 августа 1993, Самара) — российская дзюдоистка, призёр чемпионатов России среди юниоров, молодёжи и взрослых, бронзовый призёр летней Универсиады 2017 года в Тайбэе, мастер спорта России. Выступает в полусредней весовой категории (до 63 кг). Тренируется под руководством Анны Сараевой. Представляет спортивный клуб «Динамо» (Самара). Родилась и живёт в Самаре. В 2017 году завоевала свою первую награду на взрослых чемпионатах страны — серебро. В том же году стала бронзовым призёром летней Универсиады в Тайбэе в личном и командном зачёте.

## Спортивные результаты
- Чемпионат России по дзюдо 2017 года — ;
- Чемпионат России по дзюдо 2021 года — ;